# بريا ثونج ونيانج نيك

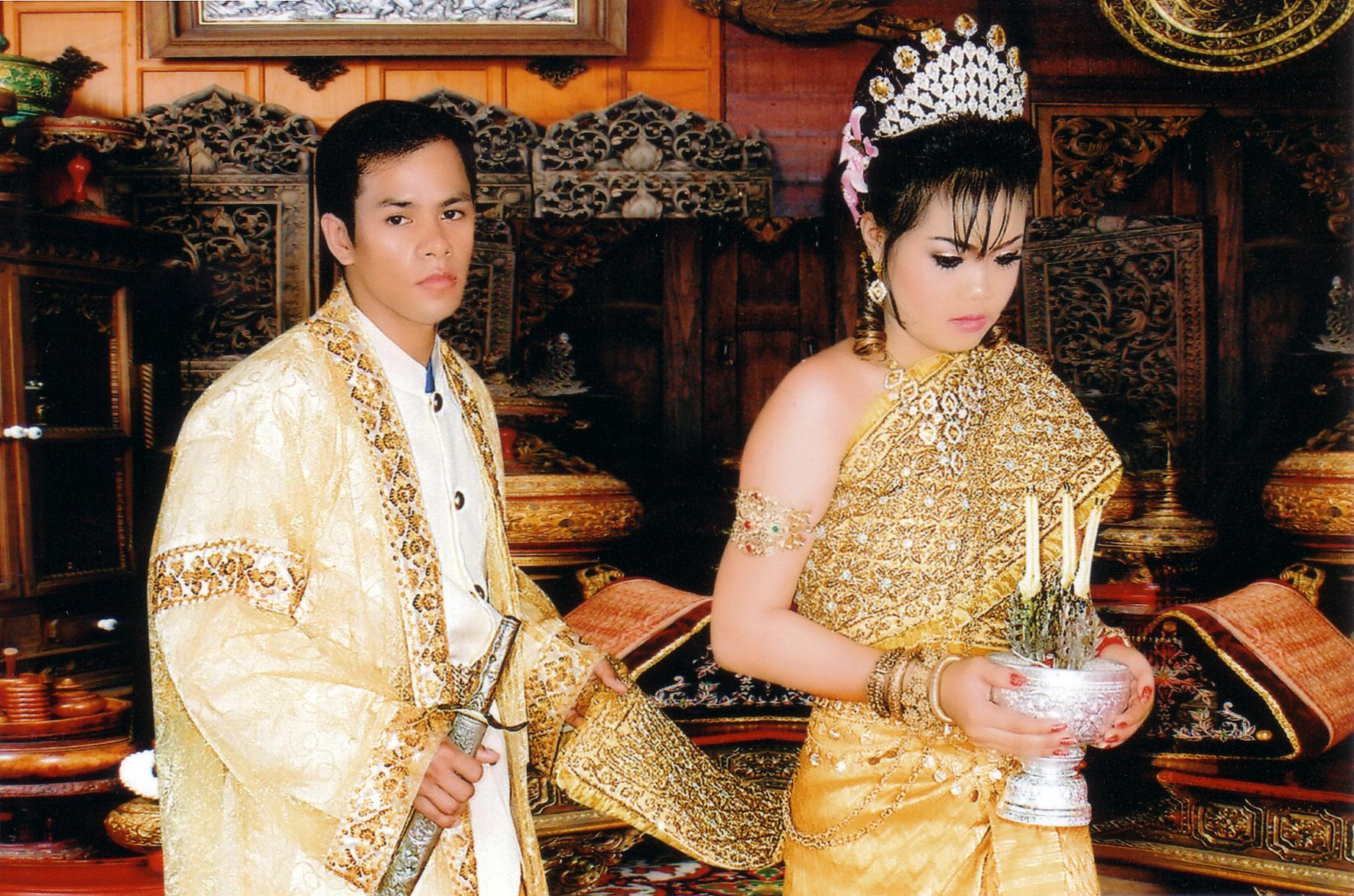

بريا ثونج ونيانج نيك (كوندينيا 1) ونيانج نيك (سوما) هم شخصيات رمزية في الثقافة الخميرية. ويعتقد بأنهم أسسوا دولة فونان قبل أنجوريان. والكثير من عادات الزفاف الخميرية يمكن إرجاعها إلى زواج برياه ثونغ ونيانغ نيك.
ووفقا لتقارير مبعوثين صينيين، كانغ تاي وتشو ينغ، تم تأسيس ولاية فونان بواسطة براهمين هندي يدعى كاوندينيا. في القرن الأول الميلادي.